# Ursul de Argint pentru cel mai bun scenariu
Ursul de Argint pentru cel mai bun scenariu este premiul Berlinale pentru cel mai bun scenariu. Se acordă  din anul 2008.

## Premii
| An   | Scenarist (Țară)                    | Film                                 |
| ---- | ----------------------------------- | ------------------------------------ |
| 2008 | Xiaoshuai Wang                      | In Love We Trust (Zuo you)           |
| 2009 | Alessandro Camon                    | The Messenger                        |
| 2010 | Jin Na                              | Apart Together (Tuan yuan)           |
| 2011 | Joshua Marston Andamion Murataj     | The Forgiveness of Blood             |
| 2012 | Nikolaj Arcel Rasmus Heisterberg    | A Royal Affair                       |
| 2013 | Jafar Panahi                        | Closed Curtain (Pardé)               |
| 2014 | Dietrich Brüggemann Anna Brüggemann | Stations of the Cross                |
| 2015 | Patricio Guzmán                     | The Pearl Button (El botón de nácar) |
| 2016 | Tomasz Wasilewski                   | United States of Love                |